# Modello di Thomas-Fermi
Il modello di Thomas-Fermi, sviluppato da Llewellyn Thomas e da Enrico Fermi  nel 1927, è un modello che descrive gli elettroni attorno al nucleo atomico come un sistema di fermioni interagenti tramite un potenziale {\displaystyle U({\vec {r}})} agente sul singolo fermione, che contiene l'interazione con tutti gli altri (approssimazione di campo medio).

## Teoria
Il punto di partenza è il modello a gas di Fermi: all'hamiltoniana non interagente viene aggiunto il termine di potenziale:
{\displaystyle H_{0}=\sum _{i=1}^{N}{\frac {p_{i}^{2}}{2m}}+U({\vec {r}})}
di conseguenza i livelli energetici consentiti (gli autovalori dell'hamiltoniana) risultano funzioni della posizione. In particolare, l'energia di Fermi diventa:
{\displaystyle E_{F}={\frac {\hbar ^{2}k_{F}^{2}({\vec {r}})}{2m}}+U({\vec {r}})}
Si ricava, per la densità media del sistema di fermioni:
{\displaystyle \rho ({\vec {r}})={\frac {1}{3\pi ^{2}}}\left[{\frac {2m}{\hbar ^{2}}}(E-U({\vec {r}}))\right]^{3/2}}
Se i fermioni in questione sono elettroni, vale l'equazione di Poisson: {\displaystyle \nabla ^{2}U({\vec {r}})=-4\pi e^{2}\rho ({\vec {r}})} . Combinando le due espressioni si ottiene l'equazione di Thomas-Fermi:
{\displaystyle \nabla ^{2}U({\vec {r}})={\frac {-4e^{2}}{3\pi }}\left[{\frac {2m}{\hbar ^{2}}}(E-U({\vec {r}}))\right]^{3/2}}
che necessita di una integrazione numerica.
Per un atomo di carica Ze a simmetria sferica, il potenziale può essere scelto come

{\displaystyle U({\vec {r}})={\begin{cases}-Ze^{2}(r)&{\text{ per r piccolo}}\\0&{\text{ per r grande}}\\\end{cases}}}
con alcune sostituzioni si ottiene una equazione generale, valida per qualsiasi Z:
{\displaystyle {\frac {d^{2}\Phi (r)}{dx^{2}}}=x^{-1/2}[\Phi (x)]^{3/2}}
con:
{\displaystyle \Phi (r)={\frac {r}{Ze^{2}[E-U(r)]}}}